# من أجل رؤية تقدمية لبعض مشكلاتنا الفكرية والتربوية
من أجل رؤية تقدمية لبعض مشكلاتنا الفكرية والتربوية كتاب للمفكر المغربي محمد عابد الجابري صدر عن دار النشر المغربية بالدار البيضاء عام 1976م، ويضم مجموعة مقالات ودراسات تعالج إشكاليات الفكر والتعليم في الوطن العربي انطلاقًا من منظور نقدي تقدمي. يُعد الكتاب مدخلاً لنهج الجابري في تفكيك البنى التقليدية وبناء رؤية جديدة تربط بين جذور المشكلات في النسق الثقافي التقليدي وفي تجربة الاستعمار.

## نبذة
جاء هذا العمل في نهاية مرحلة الستينيات وبداية السبعينيات، إذ شهد العالم العربي فيها تحولات سياسية واجتماعية بعد الاستقلال، وبرزت الحاجة إلى مراجعة أسس التعليم والتفكير الثقافي.وقد ساهمت خبرة الجابري في التدريس والبحث الفلسفي–التاريخي في تكوين رؤيته المبكرة التي تركز على التشابك التاريخي بين الفعل الاستعماري والتراث التقليدي في إنتاج الإشكاليات الفكرية والتربوية.يسلط الكتاب الضوء على الترابط البنيوي بين أزمة التعليم وبنية المجتمع الثقافية والفكرية، حيث يدعو الجابري إلى تجاوز المقاربات الجزئية والانخراط في قراءة شاملة تردّ جذور المشكلات التربوية إلى النسق التقليدي الذي كان يهيمن على المعرفة ، وإلى الآثار البعيدة للاستعمار الذي أعاد تشكيل الوعي عبر سياسات تعليمية محددة. كما يتناول الكتاب العلاقة بين الفكر التربوي والنموذج الحضاري، مشددًا على أهمية تأسيس تعليم عقلاني نقدي يقطع مع التقليد ويعيد وصل الحاضر بالمشروع النهضوي العربي.

## نقد
يشكّل هذا الكتاب الأساس النظري الذي انطلق منه محمد عابد الجابري في مشروعه الفكري اللاحق، لا سيما سلسلة «نقد العقل العربي»، حيث تتجلى فيه ملامح المنهج التحليلي الذي يجمع بين الفلسفة والتاريخ والنقد . وقد اعتبره بعض الباحثين مُمهدًا ضروريًا لفهم إشكاليات الفكر العربي المعاصر، بينما رأى آخرون أنه يفتقر إلى مقاربات عملية واضحة على الصعيد التربوي. وفي قراءات نقدية متعددة، أشار محمد سبيلا إلى أن الجابري قدّم تحليلًا تاريخيًا عميقًا لمشكلات التربية ، لكنه مال إلى الطابع التأملي على حساب تقديم حلول عملية. من جانبه،رأى حمادي عراف أن الكتاب يتسم بوضوح الرؤية وتفكيك البنى التقليدية، إلا أن المناهج المقترحة بقيت مفتوحة التأثيرات دون توضيح آليات تنفيذها داخل المؤسسات التربوية. أما علي حرب، فاعتبر أن الجابري نجح في طرح مشروع تحديث معرفي مهم، لكنه لم يلبّ تطلعات من كانوا ينتظرون مقاربة تربوية تُراعي التنوع الاجتماعي واللغوي في العالم العربي.

## هوامش
1. ↑  عبد السلام المسناوي، دراسات في فكر محمد عابد الجابري، دار الثقافة المعاصرة، الرباط، 2010، ص. 210–232.
2. ↑  الياس الغزالي، "تحديات التعليم في المغرب بعد الاستقلال"، تقرير اليونسكو الإقليمي، الرباط، 2005.
3. ↑  محمد سبيلا، "العقلانية النقدية في فكر محمد عابد الجابري"، مجلة فكر ونقد، العدد 5، 1998، ص. 47–68.
4. ↑  فاطمة المرنيسي، "التعليم والتحرر في الفكر العربي"، دار التنوير، القاهرة، 2012، ص. 75–98.
5. ↑  محمد عابد الجابري، من أجل رؤية تقدمية لبعض مشكلاتنا الفكرية والتربوية، دار النشر المغربية، الدار البيضاء، 1976، ص. 12–35.
6. ↑  حمادي عراف، "قراءة في المشروع النقدي للجابري"، ضمن كتاب رهانات الفكر العربي المعاصر، منشورات الاختلاف، 2005، ص. 102–124.
7. ↑  ليلى بنجلون، "التعليم والنقد في فكر الجابري"، مجلة الدراسات العربية، العدد 12، 2002، ص. 89–95.
8. ↑  علي حرب، نقد الحقيقة، بيروت: المركز الثقافي العربي، 1993، ص. 155–178.
9. 1 2  ليلى بنجلون، "التعليم والنقد في فكر الجابري"، مجلة الدراسات العربية، العدد 12، 2002، ص. 89–95.
10. ↑  نورهان سعد، "التاريخ والنقد في أعمال الجابري"، رسالة ماجستير، جامعة محمد الخامس، كلية الآداب والعلوم الإنسانية، 2014.
11. ↑  حسن أوريد، "محمد عابد الجابري: العقل والتجديد"، مجلة فكر المعاصر، العدد 22، 2008، ص. 33–52.
12. ↑  محمد سبيلا، "العقلانية النقدية في فكر محمد عابد الجابري"، مجلة فكر ونقد، العدد 5، 1998، ص. 60.
13. ↑  حمادي عراف، "قراءة في المشروع النقدي للجابري"، ضمن كتاب رهانات الفكر العربي المعاصر، منشورات الاختلاف، 2005، ص. 118.
14. ↑  علي حرب، نقد الحقيقة، بيروت: المركز الثقافي العربي، 1993، ص. 165.